# Val-d'Arcomie
Val d'Arcomie is een gemeente in het Franse departement Cantal in de regio Auvergne-Rhône-Alpes. De gemeente is op 1 januari 2016 ontstaan door de fusie van de gemeenten Faverolles, Loubaresse, Saint-Just en Saint-Marc. Val-d'Arcomie telde op 1 januari 2022 946 inwoners.

## Geografie
De oppervlakte van Val-d'Arcomie bedroeg op 1 januari 2022 86,27 vierkante kilometer; de bevolkingsdichtheid was toen 11 inwoners per km².
De onderstaande kaart toont de ligging van Val-d'Arcomie met de belangrijkste infrastructuur en aangrenzende gemeenten.

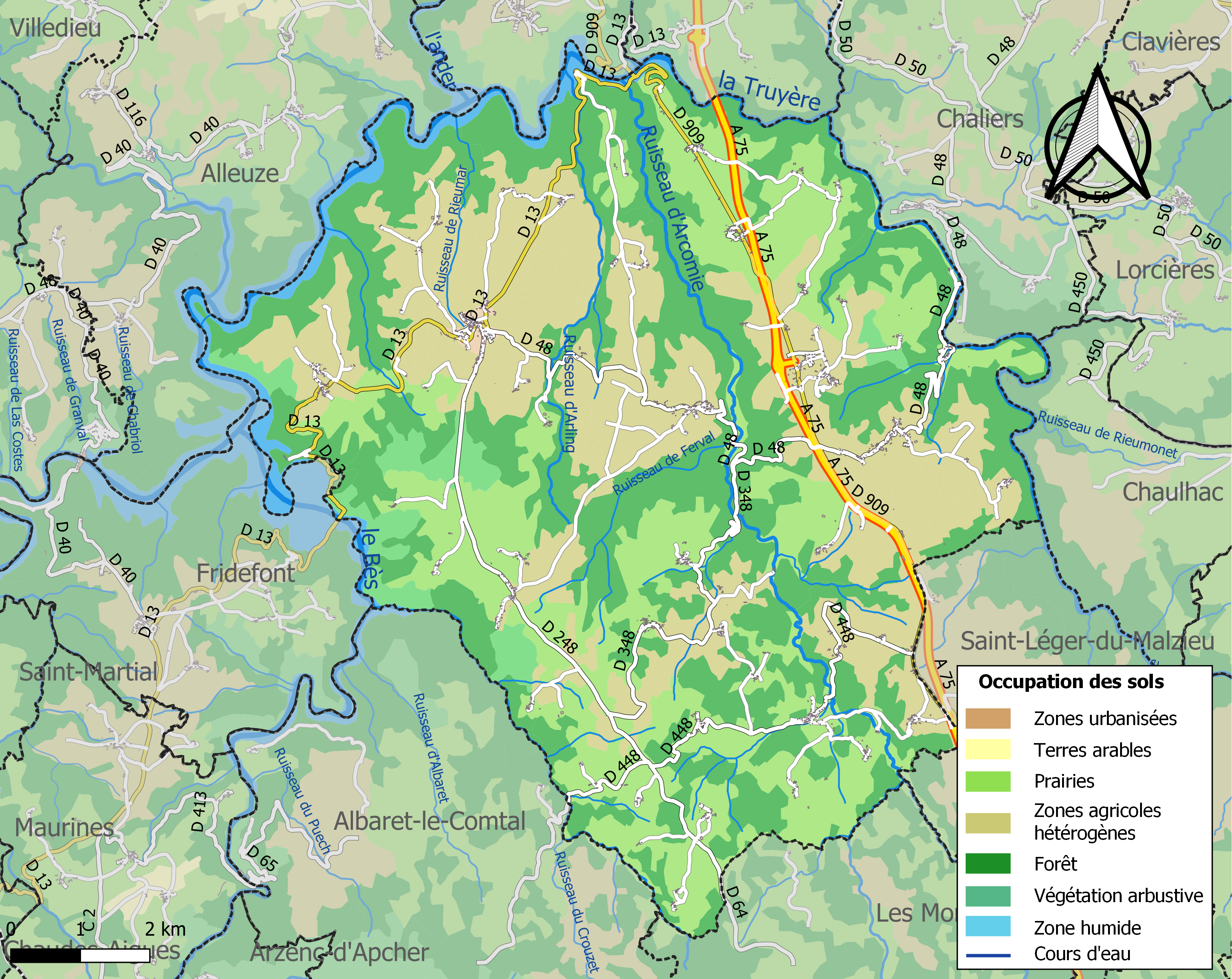

Faverolles · Loubaresse · Saint-Just · Saint-Marc